# Нічний попутник
Нічний попутник (англ. Midnight Ride) — американський трилер 1990 року.

## Сюжет
Поліцейський посварився з дружиною, і та від нього поїхала. По дорозі вона підсадила попутника. Даремно вона це зробила. Хлопець, який опинився небезпечним маніяком-вбивцею, тільки що втік з психлікарні. Для неї та чоловіка, який пустився в погоню за викрадачем, ця нічна поїздка перетворилася на кошмар.

## У ролях
- Майкл Дудікофф — Лоусон
- Марк Хемілл — Джастін МакКей
- Савіна Гершак — Лара
- Роберт Мітчем — доктор Харді
- Памела Людвіг — агента з прокату
- Тімоті Браун — Джордан
- Леслі Дін — Джоан
- Стів Інграссія — чоловік з Джоан
- Сінтія Сігеті — місіс Еджен
- Ді Ді Решер — портьє
- Реджина Крюгер — медсестра в ліфті
- Джуді Бартрем — медсестра
- Мері Пітерс — медсестра
- Р.А. Ронделл — офіцер Бейкер
- Сюзанн Селеста — кухарка
- Боб Бралвер — поліцейський
- Майкл Кребтрі — поліцейський
- Луі Швіберт — поліцейський
- Марк А. Пірс — поліцейський
- Деббі Еванс — мати
- Корі Гомез — дитина
- Сонні Гулет — місцевий поліцейський
- Кент Грегорі — водій вантажівки
- Делмар Томлін — водій вантажівки
- Курек Ешлі — водій автопоїзда
- Джеймс Джонсон — черговий
- Грегорі Дж. Барнетт — патрульний
- Джон Ріклі — патрульний
- Крістофер Дойл — патрульний
- Ейпріл Трен — власник автозаправки
- Абе Вішня — радіокоментатор